# Przestrzeń binormalna
Przestrzeń binormalna – każdą przestrzeń topologiczna {\displaystyle X} o tej własności, że produkt {\displaystyle X\times I} przestrzeni {\displaystyle X} i domkniętego odcinka jednostkowego {\displaystyle I} jest przestrzenią normalną.

## Własności
- Przestrzeń binormalna {\displaystyle X} jest normalna. Istotnie, {\displaystyle X} jest homeomorficzna z domkniętym (a zatem normalnym) podzbiorem {\displaystyle X\times \{0\}} przestrzeni normalnej {\displaystyle X\times I,} zatem jest normalna.
- Przestrzeń topologiczna jest binormalna wtedy i tylko wtedy, gdy jest normalna i przeliczalnie parazwarta.